# Vụ án phố Ôn Như Hầu
Vụ án phố Ôn Như Hầu là vụ án xảy ra tại Hà Nội năm 1946. Sở Công an Bắc Bộ điều tra và thu thập được nhiều chứng cứ, bao gồm các vũ khí, xác chết và phòng tra tấn tại trụ sở Việt Nam Quốc dân Đảng, chứng tỏ tổ chức này âm mưu đảo chính nhằm lật đổ chính phủ Việt Nam Dân chủ Cộng hòa, từ đó đã lập Chuyên án số 7 phố Ôn Như Hầu phá vỡ âm mưu này.
Tuy nhiên, Việt Nam Quốc dân Đảng và một số sử gia phương Tây cho rằng Việt Minh đã dùng hiện trường giả trong vụ việc này nhằm loại bỏ Việt Nam Quốc dân Đảng. Theo những người này, việc Việt Nam Quốc dân Đảng tổ chức bắt cóc và ám sát là có thực, nhưng họ không chôn xác chết trong trụ sở như Sở Công an Bắc Bộ đã phát hiện.

## Lịch sử
Theo những kết quả điều tra và những kiến giải của Công an nhân dân Việt Nam trong thời điểm đó, những tổ chức thực hiện kế hoạch đảo chính này do Việt Nam Quốc dân Đảng và Đại Việt Quốc dân Đảng thuộc Mặt trận Quốc dân Đảng Việt Nam phối hợp với thực dân Pháp, dự định tiến hành vào ngày 14/7/1946. Cụ thể hơn, kế hoạch của Việt Quốc và Việt Cách là dự định nhân ngày Quốc khánh nước Pháp (14/7), khi quân đội Pháp sẽ diễu binh trên một số đường phố lớn ở Hà Nội, người của Quốc dân Đảng sẽ ném lựu đạn vào quân Pháp, từ đó tạo cớ cho phía Pháp tấn công bao vây các cơ quan trung ương, bắt cán bộ lãnh đạo và nhân viên Chính phủ, lật đổ Chính phủ Việt Nam Dân chủ Cộng hòa, nhân dịp đó Quốc dân Đảng sẽ tuyên bố đảo chính, lập Chính phủ mới.
Do lực lượng công an đã điều tra, thu thập thông tin nên sớm phát hiện âm mưu của Việt Quốc, Việt Cách. Ngày 12/7/1946 lực lượng công an nhân dân đã tiến hành khám xét trụ sở bí mật của Quốc dân Đảng ở số nhà 132 phố Duvigneau (nay là phố Bùi Thị Xuân). Cùng ngày, công an tấn công một loạt cơ sở khác của Quốc dân Đảng ở Hà Nội, trong đó có nhà số 7 phố Ôn Như Hầu (nay là phố Nguyễn Gia Thiều, Hà Nội). Tiếp sau Hà Nội, lực lượng công an nhân dân đã tiến hành khám xét các cơ sở của Việt Quốc, Việt Cách ở Hải Phòng và một số tỉnh khác ở miền Bắc. Trong quá trình khám xét trụ sở của Việt Quốc, Việt Cách, công an đã thu được nhiều vũ khí, truyền đơn, tài liệu, giấy bạc giả, dụng cụ tra tấn... Việc phá vụ án này có ý nghĩa to lớn góp phần củng cố chính quyền Việt Nam Dân chủ Cộng hòa mới còn non trẻ, để từ đó chuẩn bị bước vào cuộc chiến tranh chống lại sự tái xâm lược của thực dân Pháp trong giai đoạn 1946 - 1954.

## Bối cảnh
Tháng 8 năm 1945, ngay sau khi Nhật tuyên bố đầu hàng đồng minh, Việt Minh thực hiện cuộc tổng khởi nghĩa cách mạng tháng Tám cướp chính quyền trên cả nước, buộc lực lượng quân quản Nhật và chính quyền các địa phương của Đế quốc Việt Nam-một trong các chính quyền bù nhìn của Nhật tại Đông Dương phải bàn giao quyền lực. Các đảng phái khác theo chủ nghĩa quốc gia như Đại Việt, Việt Nam Quốc dân đảng (ủng hộ Trung Hoa Dân quốc)... cũng nổi dậy ở một số nơi để tranh giành quyền lãnh đạo nước Việt Nam độc lập với Việt Minh nhưng không thành công do không có sự ủng hộ của quần chúng nhân dân. Đế quốc Việt Nam không chống lại các lực lượng này mà chấp nhận chuyển giao quyền lực trong hòa bình. Thời điểm này, Việt Minh có những xung đột quân sự với Đại Việt, Việt Nam Quốc dân đảng tại một số địa phương ở miền Bắc do các lực lượng này chủ trương ủng hộ thực dân Pháp quay lại tái xâm lược Việt Nam. Sau khi Việt Minh giành chính quyền từ tay chính quyền Đế quốc Việt Nam, một bù nhìn của Nhật tại nhiều địa phương, vua Bảo Đại cũng chấp nhận thoái vị; ngày 2 tháng 9 năm 1945, chủ tịch Hồ Chí Minh đọc Tuyên ngôn độc lập tuyên bố thành lập nước Việt Nam Dân chủ Cộng hòa tại quảng trường Ba Đình.
Chính phủ mới của Việt Nam còn rất non yếu và phải đối diện với nhiều khó khăn. Theo sử gia Trần Trọng Kim thì khi được hỏi về công việc, bộ trưởng Nội vụ Huỳnh Thúc Kháng đã nói với ông: "Bây giờ việc gì cũng do địa phương tự trị cả, thành ra không có việc gì mấy, và khi có việc gì, thì họ làm sẵn xong cả rồi, tôi chỉ có vài chữ ký mà thôi". Theo Nguyễn Duy Thanh thì "Bộ trưởng Bộ Cứu tế Xã hội chẳng hạn chẳng có việc gì làm, đi xin việc ở một nhà máy của Nhà nước. Sắc lệnh đầu tiên và cuối cùng của Bộ trưởng Nội vụ buộc phải ký là quy định mọi công dân ra khỏi nhà phải mang theo giấy thông hành.".
Khi 20 vạn quân Trung Hoa Quốc dân Đảng (quân Tưởng Giới Thạch) vào Việt Nam giải giáp vũ khí quân Nhật theo sự phân công của phe đồng minh, bộ phận hải ngoại ở Trung Quốc của Việt Nam Quốc dân đảng cũng theo quân Tưởng về Việt Nam. Lực lượng quân đội Trung Hoa Dân Quốc mang theo kế hoạch "Diệt Cộng cầm Hồ" của Tưởng Giới Thạch, nhằm ủng hộ các đảng phái quốc gia thành lập một chính phủ thân Trung Hoa Quốc dân Đảng tại Việt Nam. Để tránh xung đột với 20 vạn quân Tưởng, trong khi không đủ sức nắm toàn bộ chính quyền, Chính phủ Cách mạng Lâm thời đồng ý thiết lập một chính phủ liên hiệp lâm thời, trong đó có sự tham gia của Việt Nam Quốc dân Đảng được quân Tưởng hậu thuẫn.
Hai phe tự xưng là đối lập trong Chính phủ là Việt Nam Quốc dân Đảng (Việt Quốc) và Việt Nam Cách mệnh Đồng minh hội (Việt Cách) không tham gia bầu cử nhưng để phục vụ mục tiêu hòa hợp dân tộc, Việt Minh vẫn để hai đảng này có ghế trong quốc hội. Qua trung gian của tướng Trương Phát Khuê (tư lệnh quân đội Trung hoa Quốc dân đảng tại Việt Nam), Chính phủ Cách mạng Lâm thời tạm thời hòa giải với các lực lượng khác. Trong kỳ họp thứ nhất Quốc hội đã đồng ý nhượng thêm 70 ghế và 4 bộ (Ngoại giao, Kinh tế, Xã hội và Canh nông) mà không thông qua bầu cử cho các phái này theo thỏa thuận ngày 24 tháng 12 năm 1945 giữa Chính phủ Cách mạng Lâm thời và hai lực lượng này tại Đại sứ quán Trung Hoa. Nhận định về việc này, Võ Nguyên Giáp cho rằng Việt Quốc và Việt Cách hiểu rõ một cuộc tuyển cử công bằng sẽ không có lợi cho họ.
Trên thực tế khi cuộc bầu cử Quốc hội khóa I diễn ra, các đảng này còn phát động tẩy chay bầu cử với tuyên truyền rằng: trúng cử chỉ là Việt Minh cộng sản... chính quyền trong tay nên Việt Minh muốn ai trúng cũng được đồng thời tổ chức các cuộc tuần hành, bắc loa hô hào kêu gọi tẩy chay bầu cử. Theo báo Sự thật thì Việt Quốc, Việt Cách thậm chí bắt cóc, giết những ứng cử viên, đảng viên cộng sản, cán bộ Việt Minh (tiêu biểu là Trần Đình Long) hay thủ tiêu những người cùng tổ chức có cảm tình với Chính phủ như Bồ Xuân Luật. Ngay trong ngày bỏ phiếu vẫn có các sự việc chống đối xảy ra: Trong ngày tổng tuyển cử, Việt Nam Quốc dân Đảng mang tiểu liên đến Ngũ Xã ngăn không cho đặt hòm phiếu, cấm người dân treo cờ. Người dân Ngũ Xã kéo sang khu phố Nguyễn Thái Học gần đó để bỏ phiếu.
Tháng 3 năm 1946, Chủ tịch Hồ Chí Minh ký kết "Hiệp định Sơ bộ" với Pháp, cho phép quân Pháp tiến ra miền Bắc Việt Nam, thay thế quân Trung Quốc Quốc dân Đảng, vốn là lực lượng ủng hộ Việt Nam quốc dân Đảng. Ngày 31 tháng 5 năm 1946, Chủ tịch Hồ Chí Minh và Phạm Văn Đồng rời Việt Nam đến Paris để thương lượng về tình hình Việt Nam, Võ Nguyên Giáp ở lại lãnh đạo lực lượng an ninh Việt Minh. Ngày 29-5-1946, Chủ tịch Hồ Chí Minh ký Sắc lệnh số 82-SL về việc ủy nhiệm Huỳnh Thúc Kháng, Bộ trưởng Bộ Nội vụ thay Chủ tịch Chính phủ đi vắng, ký công văn hàng ngày và chủ toạ họp Hội đồng Chính phủ. Theo Sắc lệnh số 23/SL của Chính phủ ngày 21 tháng 3 năm 1946, Việt Nam Công an vụ là cơ quan thuộc Bộ Nội vụ, như vậy theo quy định luật pháp thì thẩm quyền chỉ đạo lực lượng công an nằm trong tay của phó chủ tịch nước Huỳnh Thúc Kháng.
Sự hiện diện của quân Trung Quốc đã bảo đảm sự tồn tại của Việt Nam quốc dân Đảng và Đồng Minh hội, nhưng họ không thể cạnh tranh được với Việt Minh trên phương diện lãnh đạo, cảm tình của nhân dân và tuyên truyền tập hợp quần chúng. Ngày 19 tháng 6, báo Cứu Quốc của Việt Minh đăng một bài xã luận lên án mạnh mẽ "bọn phản động phá hoại" hiệp định ngày 6 tháng 3. Ngay sau khi quân đội Tưởng Giới Thạch rút về nước, Võ Nguyên Giáp hối hả hành động ngay. Mục tiêu rải khắp nơi: Việt Quốc, Việt Cách, Đồng minh hội (được Tưởng Giới Thạch ủng hộ), Đại Việt (thân Phát xít Nhật), những người Trotskyist, lực lượng chính trị mang tên "chiến sĩ Công giáo"... Võ Nguyên Giáp trấn áp tất cả các đảng phái này bằng lực lượng công an và quân đội do Việt Minh kiểm soát với sự giúp đỡ của nhà cầm quyền Pháp. Ông cũng sử dụng các sĩ quan Nhật Bản tình nguyện phục vụ Việt Minh do có chung mục tiêu "chống bọn da trắng" và một số vũ khí do Pháp cung cấp cho chiến dịch này. Một trong những sự kiện nổi tiếng nhất trong chiến dịch trấn áp các đảng phái đối lập là vụ án phố Ôn Như Hầu.
Lực lượng trinh sát thuộc Nha Công an đã điều tra Việt Quốc, Việt Cách; phát hiện các tổ chức này câu kết với Pháp dự định lật đổ chính phủ, bắt cóc, tra tấn, giết người, tàng trữ vũ khí, in truyền đơn chống chính phủ... Sau khi báo cáo và được sự đồng ý của Trường Chinh, Hội trưởng Hội nghiên cứu Chủ nghĩa Mác ở Đông Dương, đã tiến hành bao vậy, khám xét tại các trụ sở của Việt Quốc, Việt Cách.
Việt Nam Quốc dân Đảng và sử gia người Mỹ Cecil B. Currey cho rằng: với sự trợ giúp của quân Pháp, chính Võ Nguyên Giáp là người đã chỉ huy lực lượng công an và quân đội khám xét và bắt giữ các thành phần chống đối. Theo nhà sử học người Mỹ Cecil B. Currey, ngày 15 tháng 6, Võ Nguyên Giáp bắt đầu chỉ huy lực lượng an ninh khám xét các tổ chức có thể đe dọa đến Chính phủ.

## Hoạt động của Việt Nam Quốc dân Đảng
Sau khi 20 vạn quân Tưởng Giới Thạch kéo vào Việt Nam, đội quân này đi tới đâu là giải tán chính quyền Việt Minh tới đó và trao lại quyền quản lý cho các thành viên Việt Nam Quốc dân đảng. Theo Võ Nguyên Giáp kể lại: "Bọn chúng (Việt Nam Quốc dân đảng) đã sống ở nước ngoài (Trung Quốc) quá lâu, vốn không còn liên hệ gì với trong nước. Chúng đội lốt chủ nghĩa quốc gia nhưng chính là một bọn phản động lệ thuộc vào Trung Hoa Quốc dân Đảng của Tưởng Giới Thạch và sức mạnh quân sự của chúng chỉ để nhặt nhạnh chút cơm thừa canh cặn". Thiếu tá Mỹ thuộc OSS và là bạn của tướng Giáp, Al Patti cũng cùng quan điểm. Sau khi thảo luận với các đảng viên Việt Nam Quốc dân đảng, ông cho rằng họ không biết phải làm gì để đáp ứng nhu cầu của nhân dân, không một ai có khái niệm về công việc sẽ làm mà chỉ chăm chăm mục tiêu "chia sẻ quyền lực với Việt Minh". Ông ta nhận xét: "Họ (Việt Nam Quốc dân Đảng) là những kẻ lạc hướng về chính trị, có lẽ vì sống quá lâu ở Trung Quốc". Còn theo sử gia Trần Trọng Kim Việt Quốc, Việt Cách tuy có thế lực nhờ quân đội Trung Hoa Dân Quốc hỗ trợ, nhưng không thống nhất và không có kỷ luật chặt chẽ, tuyên truyền nhiều mà không làm được việc gì đáng kể.
Trong khi giải giáp vũ khí của quân Nhật tại phía Bắc vĩ tuyến 16, quân Trung Hoa Dân Quốc đã chuyển giao cho Việt Nam Quốc dân đảng và các đảng phái đối lập với Việt Minh hàng tấn vũ khí thu gom được của Nhật. Với số vũ khí này và được Trung Hoa Dân Quốc "bật đèn xanh", Việt Nam Quốc dân Đảng và Đại Việt Quốc dân đảng đã tổ chức các đội vũ trang mang tên "Thần lôi đoàn", "Thiết huyết đoàn", "Hùm xám"... Các đội vũ trang này đã tổ chức nhiều vụ cướp có vũ trang, bắt cóc, tống tiền, tổ chức ám sát những người theo Việt Minh và cả những người trung lập như ông Ba Viên rồi tuyên truyền đổ lỗi cho Việt Minh đã không đảm bảo được an ninh trật tự ở Hà nội và một số đô thị ở Bắc Bộ.
Điều tệ hại nhất theo quan điểm của Việt Minh là quân Trung Hoa Dân Quốc gây sức ép để thành viên Việt Nam Quốc dân Đảng được nắm những ghế quan trọng trong chính phủ. Sau khi Việt Nam Dân chủ Cộng hòa tuyên bố độc lập ngày 2 tháng 9 năm 1945 và cuộc bầu cử ngày 6 tháng 1 năm 1946, Việt Nam Quốc dân đảng được giữ hơn 40 ghế trong số 70 ghế đại biểu không phải qua bầu cử trong Quốc hội khóa I và có một số thành viên chủ chốt tham gia lãnh đạo Quốc hội và Chính phủ do Quốc hội khóa I bầu ra như Nguyễn Hải Thần (Phó chủ tịch Quốc hội), Trương Đình Tri (Bộ trưởng Y tế). Tuy nhiên chức trách các Bộ cũng thay đổi. Bộ trưởng Quốc phòng trở thành người lo về tài chính mà không được xem xét danh sách nhân sự, quân số, súng đạn còn các Bộ trưởng khác của các đảng phái Quốc gia chẳng có chức trách cụ thể gì, không bao giờ được tham dự bất cứ buổi họp nào của nội các. Theo hồi ký Những năm tháng không thể nào quên của Đại tướng Võ Nguyên Giáp, do không bằng lòng với vị trí có được, Việt Nam Quốc dân Đảng tìm cách lật đổ Việt Minh để cùng với các đảng phái Việt Cách, Đại Việt... chiếm chính quyền.
Sự có mặt của quân đội Trung Hoa (Tưởng Giới Thạch) là chỗ dựa đảm bảo sự tồn tại của các nhóm đối lập thân Trung Hoa như Việt Nam Quốc dân Đảng và Việt Nam Cách mệnh Đồng minh Hội. Hai đảng này không có một chương trình gắn kết với nhau để tranh thủ dân chúng như Việt Minh. Những người lãnh đạo Việt Nam Quốc dân Đảng và Việt Nam Cách mệnh Đồng minh Hội thì còn xa mới có được những phẩm chất có thể so sánh với Hồ Chí Minh, Võ Nguyên Giáp và những người có trách nhiệm khác của Việt Minh. Sự chống đối của các đảng phái khiến Võ Nguyên Giáp rất tức giận vì nó làm cản trở các nỗ lực của Chính phủ để đối phó với Pháp, cũng như khiến chính phủ phải liên tục đề phòng quân đội Trung Hoa. Có những lần các đơn vị tự vệ thu nhặt những tờ truyền đơn do các đảng đối lập thân Trung Hoa rải trên phố phường, lập tức Hồ Chí Minh bị quân đội Trung Hoa gọi đến trụ sở và bị răn đe. Võ Nguyên Giáp đề nghị dẹp bỏ sự chống đối để Chính phủ có thể loại trừ nguy cơ đảo chính và yên tâm đối phó với Pháp, nhưng Hồ Chí Minh khuyên ông kiên nhẫn vì "ném chuột phải tránh vỡ bình quý", chẳng có gì phải sợ các nhóm đối lập này vì họ quá yếu kém, "nhưng họ có quan thầy chống lưng" (hàm ý là phải nín nhịn để tránh xung đột với quân đội Tưởng Giới Thạch).
Sau khi Hiệp định sơ bộ được ký với Pháp vào tháng 3/1946, quân Pháp sẽ ra miền Bắc thay thế quân Trung Hoa. Các nhóm đối lập thân Trung Hoa (bao gồm Việt Nam Quốc dân đảng) sợ bị mất chỗ dựa. Theo Jean Sainteny, các nhóm này đã cài người vào đám đông để kích động nhân dân gây bạo loạn nhằm tìm cách phá bỏ hiệp định, một kẻ giấu mặt thậm chí đã ném một quả lựu đạn vào đám đông, may mắn là kẻ này quên rút chốt lựu đạn
Theo Việt Minh, đầu tháng 6 năm 1946, Việt Nam Quốc dân đảng tổ chức cho Nghiêm Xuân Chi (đảng viên Việt Quốc) ám sát một số lãnh đạo của Việt Minh như Võ Nguyên Giáp, Trường Chinh và ông Bồ Xuân Luật, một người cũ của Việt Cách nay đứng về phe Việt Minh. Vụ ám sát được bố trí tại Nhà Thủy tọa, cạnh Hồ Gươm, đối diện với nhà số 8 đường Vua Lê (nay là phố Lê Thái Tổ) một trong những nơi ăn nghỉ của Hồ Chí Minh. Tuy nhiên, khi Nghiêm Xuân Chi chưa kịp ra tay thì đã bị tổ trinh sát của Sở Công an Bắc Bộ do Nguyễn Bá Hùng chỉ huy khống chế. Khám người Nghiêm Xuân Chi, Công an Bắc bộ thu được hai khẩu súng ngắn với 12 viên đạn trong ổ đạn. Mỗi khẩu đều có một viên đã lên nòng. Tại trụ sở Công an Bắc bộ (số 87 đường Gamberta, nay là phố Trần Hưng Đạo), Nghiêm Xuân Chi khai nhận đã được các lãnh tụ Việt Nam Quốc dân đảng giao nhiệm ám sát một số lãnh đạo Việt Minh
Hồ Chí Minh giao cho Võ Nguyên Giáp và Trần Quốc Hoàn, sau này trở thành Bộ trưởng Công an, nhiệm vụ vô hiệu hóa các cuộc biểu tình do Việt Nam Quốc dân Đảng và Việt Nam Cách mệnh Đồng minh Hội tổ chức nhằm chấm dứt hoạt động tuyên truyền của các đảng này trong dân chúng. Võ Nguyên Giáp kể lại: "Chúng tôi phải trừng trị bọn phá hoại... Nhưng bằng mọi giá phải tránh khiêu khích và đảm bảo không xảy ra xung đột lớn". Võ Nguyên Giáp dùng lực lượng tự vệ và các hội viên Hội Cứu Quốc phá các cuộc biểu tình này. Khi có lộn xộn, lính Trung Quốc bắn chỉ thiên, xông vào giải tán đám biểu tình để vãn hồi trị an. Việt Nam Quốc dân Đảng hoảng hốt khi người Trung Hoa không giúp được gì nhiều trong việc chống lại Việt Minh như họ mong đợi. Ông Nguyễn Duy Thanh, một người theo chủ nghĩa quốc gia buồn rầu nhớ lại: "Không có Trung Hoa ủng hộ, những đảng phái theo chủ nghĩa quốc gia chẳng thể đối phó được với những người Cộng sản"
Trước những hoạt động gây mất trật tự an ninh tại Hà Nội và một số thành phố ở Bắc Bộ, Sở Công an Bắc Bộ đã lập chuyên án mà sau này được lấy tên công khai là Chuyên án số 7 phố Ôn Như Hầu.
Theo thông tin do quần chúng nhân dân cung cấp, lực lượng Công an Bắc Bộ xác nhận các đảng phái nhận sự hỗ trợ từ lực lượng xâm lược ngoại quốc sẽ nhân cơ hội Hiệp ước Hoa - Pháp ký kết, quân Pháp thay chân Tưởng chiếm đóng Bắc Bộ để xúc tiến kế hoạch đảo chính hòng lật đổ chính quyền cách mạng, lập chính quyền làm bù nhìn của Pháp tại Việt Nam. Kế hoạch này phía Pháp ủng hộ, Quốc dân Đảng và lực lượng viễn chinh Pháp lên kế hoạch sẽ lợi dụng quân Pháp tổ chức diễu binh mừng Ngày Quốc khánh Pháp (14/7), khi đi qua Bắc Bộ Phủ, lực lượng Pháp-Quốc dân đảng sẽ ném lựu đạn để gây đổ máu. Sau đó, Pháp và quốc dân đảng sẽ vu cáo lực lượng Việt Minh gây ra vụ việc, kéo ngay vào Bắc Bộ Phủ bắt các thành viên Chính phủ Việt Nam Dân chủ Cộng hòa, tuyên bố thành lập chính quyền mới của Quốc dân đảng bị Pháp chi phối.

## Diễn biến

### Chỉ đạo phá án
Theo lời kể của Đại tá Trần Tấn Nghĩa (lúc đó là Đội trưởng Đội trinh sát đặc biệt của Sở Công an Bắc Bộ), cuối tháng 6/1946, Nha Công an Trung ương nhận được nguồn tin của cơ sở phát hiện được âm mưu của thực dân Pháp câu kết với Quốc dân Đảng đang chuẩn bị thực hiện âm mưu đảo chính chính phủ của Chủ tịch Hồ Chí Minh. Sau khi xin ý kiến trung ương về âm mưu của Quốc dân Đảng, Trường Chinh, Tổng Bí thư Đảng Cộng sản Việt Nam (lúc bấy giờ lấy tên gọi mới là Hội nghiên cứu Chủ nghĩa Mác ở Đông Dương) đã cho ý kiến chỉ đạo phải tập trung trấn áp bọn phản cách mạng, nhưng phải có đủ chứng cứ. Nha Công an Trung ương cử trinh sát điều tra và thu thập được nhiều chứng cứ chứng minh các hành vi tội ác của Quốc dân Đảng. Cụ thể là Quốc dân Đảng đang ráo riết in tài liệu, truyền đơn phản động, bắt giết cán bộ... để thực hiện âm mưu đảo chính. Một cuộc họp của Nha Công an kéo dài đến 12h đêm ngày 11/7/1946 đã đi đến quyết định phải bí mật, bất ngờ tập kích các trụ sở của chúng ở số 7 phố Ôn Như Hầu (nay là phố Nguyễn Gia Thiều), số 132 phố Duvigneau (nay là phố Bùi Thị Xuân và số 80 phố Quán Thánh.
Chỉ đạo trực tiếp lực lượng công an phá vụ án này là các ông Lê Giản (Giám đốc Nha công an Trung ương), Nguyễn Tuấn Thức (Giám đốc Sở Công an Bắc Bộ) và Nguyễn Tạo (Trưởng nha Điệp báo Công an Trung ương), Lê Hữu Qua Trưởng ban trinh sát. Lực lượng công an xung phong tổ chức khám xét căn nhà nhằm phá vỡ âm mưu câu kết của Đại Việt và Việt Nam Quốc dân Đảng với quân đội Pháp. Âm mưu của hai đảng này nhằm khi quân Pháp diễu binh mừng Quốc khánh Pháp ngày 14 tháng 7, sẽ ném lựu đạn vào đoàn lính da đen duyệt binh, sau đó Pháp sẽ vu cho chính quyền Việt Nam tấn công quân Pháp, tạo cớ cho Pháp bao vây các cơ quan trung ương, bắt cán bộ lãnh đạo và nhân viên chính phủ, lật đổ chính phủ Việt Nam Dân chủ Cộng hòa, nhân dịp đó Đại Việt và Quốc dân Đảng sẽ tuyên bố đảo chính, lập chính phủ mới.
Đêm ngày 11/7, lực lượng Công an Bắc Bộ nhận được tin báo lực lượng Việt Quốc đã in xong các loại truyền đơn, lời hiệu triệu, một số đã được chuyển đi các tỉnh, sáng sớm 12/7 các trụ sở ở Hà Nội của Việt Quốc sẽ rút vào bí mật để thực hiện giai đoạn cuối cùng là đảo chính, lật đổ Chính phủ Việt Nam Dân chủ Cộng hòa.

### Khám xét trụ sở Việt Nam Quốc dân Đảng tại số 7 Ôn Như Hầu
Ngày 12/7/1946, vào khoảng bảy giờ sáng, Đội trinh sát đặc biệt ngồi trên chiếc ôtô hòm từ Sở Công an Bắc Bộ (Công an Hà Nội bây giờ) theo đường Trần Bình Trọng đến Ôn Như Hầu. Theo kế hoạch, Trần Tấn Nghĩa mang theo mệnh lệnh sự vụ để thực hiện nhiệm vụ bắt, khám xét những người có mặt tại trụ sở số 7 phố Ôn Như Hầu can tội tống tiền, bắt cóc người đưa về Sở Công an Bắc Bộ. Khi Đội trinh sát đặc biệt đến thì lực lượng Công an xung phong và tự vệ chiến đấu đã bao vây trụ sở. Trần Tấn Nghĩa xuống xe và ra hiệu cho toàn đội trong tư thế sẵn sàng chiến đấu. Việc đầu tiên là cắt dây điện thoại để không lực lượng Quốc dân Đảng liên lạc với nhau. Trần Tấn Nghĩa tiến sát đến cổng (lúc đó có khoảng một tiểu đội lính gác vũ khí đầy đủ và trên hành lang cũng có nhiều lính có vũ khí) gọi người bên trong mở cổng, đón tiếp Sở Công an Bắc Bộ đến nói chuyện với chỉ huy.
Phan Kích Nam tiếp Trần Tấn Nghĩa. Trần Tấn Nghĩa xưng tên, chức vụ, nói rõ đến bắt, khám xét đưa những người có mặt ở số 7 Ôn Như Hầu về Sở Công an Bắc bộ để xét hỏi, vì có nhiều đơn tố cáo hành động bắt cóc, tống tiền. Phan Kích Nam từ chối đi theo Trần Tấn Nghĩa với lý do là Đại biểu Quốc hội nên có quyền bất khả xâm phạm. Trong khi đó người ký lệnh bắt Phan Kích Nam là Phó chủ sự của Việt Minh. Hơn nữa đây là trụ sở một Đảng nên không thể tùy tiện khám xét. Phải có ý kiến của Hồ Chí Minh thì mới có thể bắt ông được. Trần Tấn Nghĩa rút lui.
Lần thứ hai, Trần Tấn Nghĩa đến số 7 phố Ôn Như Hầu. Theo kế hoạch đã được cấp trên chấp thuận, Trần Tấn Nghĩa sẽ mời Phan Kích Nam về trụ sở công an trước, rồi sau đó thực hiện khám xét và bắt lực lượng Quốc đân đảng còn lại. Phan Kích Nam tiếp Trần Tấn Nghĩa và khuyên Trần Tấn Nghĩa quay về báo cáo với cấp trên rằng công an không có quyền bắt ông, và "nếu manh động sẽ ăn đạn và sẽ lĩnh trách nhiệm với Quốc hội" Sau đó Trần Tấn Nghĩa ra về.
Lần thứ ba Trần Tấn Nghĩa quay lại số 7 Ôn Như Hầu khoảng 10h30, một vệ sĩ chờ sẵn để đưa ông vào gặp Phan Kích Nam. Khi vào Trần Tấn Nghĩa chủ động tháo thắt lưng đeo súng đặt trên bàn. Phan Kích Nam rót nước mời ông. Một lát, Trần Tấn Nghĩa tỏ ra buồn bực và đứng dậy cáo biệt, rút lui, vờ quên súng ở bàn. Phan Kích Nam vội vàng cầm súng của ông theo và bảo: "Này chú em, chú quên súng này". Nhanh như cắt, Trần Tấn Nghĩa rút khẩu colt được giấu dưới áo khoác, chĩa thẳng nòng súng vào đầu Phan Kích Nam và dõng dạc quát: "Đứng im, động đậy tao bắn vỡ sọ" và bằng động tác nhanh gọn, lấy mu bàn tay trái chặt vào gáy Phan Kích Nam. Phan Kích Nam lảo đảo rồi khuỵ xuống. Trần Tấn Nghĩa bẻ quặt tay Phan Kích Nam ra đằng sau và ra lệnh tất cả phải bỏ súng, không được chống cự. Phan Kích Nam phải làm theo lệnh của Trần Tấn Nghĩa. Sau đó Trần Tấn Nghĩa lệnh cho đội trinh sát và các lực lượng khác theo đúng kế hoạch xông vào bắt xích tay tất cả người của Quốc dân Đảng về Sở Công an Bắc Bộ.

### Kết quả khám xét số 7 Ôn Như Hầu
Khi lực lượng Công an Bắc Bộ đột kích vào mục tiêu, họ nhìn thấy 20 thành viên của Việt Quốc còn đang nằm ngủ la liệt trên sàn nhà, bên những đống truyền đơn, tài liệu đã đóng gói. Lực lượng Công an đã thu được một xe tải gồm tài liệu phản động và cả máy in, bắt hết thành viên Việt Quốc ở đó. Với các bằng chứng rõ ràng, Quyền Chủ tịch nước Huỳnh Thúc Kháng lập tức ra lệnh cho phép lực lượng An ninh mở cuộc trấn áp tất cả các trụ sở công khai và bí mật của Quốc dân đảng. Cuộc khám xét của lực lượng Công an đã nhận được sự trợ giúp của người dân.
Khi khám xét số 7 - Ôn Như Hầu ngày 12 tháng 7, Công an Bắc Bộ thu được 8 súng ngắn, 5 súng trường và 1 trung liên Nhật, dụng cụ tra tấn, thuốc mê và đào được 6 xác người chôn đứng trong vườn chuối sau nhà. Tuy nhiên, trụ sở hành chính của Việt Nam Quốc dân đảng tại số 7 phố Ôn Như Hầu (nay là phố Nguyễn Gia Thiều) chỉ là bình phong để che đậy hai căn cứ quan trọng hơn của Việt Nam Quốc dân đảng trong nội thành Hà Nội khi đó là nhà số 132 phố Duvigneau (nay là phố Bùi Thị Xuân) và nhà số 80 phố Quán Thánh. Cuộc bắt, khám xét tại 132 - Duvigneau và 80 Quán Thánh diễn ra cùng thời điểm với vụ bắt, khám xét ở số 7 - Ôn Như Hầu. Tại nhà số 132 phố Duvigneau, Nha Công an Bắc Bộ thu giữ nhiều tang vật gồm 6 máy in tipo với các "bát chữ" còn nguyên vẹn nội dung; 11 mặt đá in lito đã khắc chữ; trên 3 tạ truyền đơn, khẩu hiệu; tài liệu chống Chính phủ Việt Nam Dân chủ Cộng hòa vừa in xong còn chưa kịp chuyển đi; 18,6 kg tiền giả (gồm cả giấy bạc Quan Kim và giấy bạc Đông Dương); 12 khẩu súng ngắn, 8 khẩu tiểu liên, 17 súng trường, 3 trung liên FM và 13 quả lựu đạn Nhật. Khám xét tại nhà số 80 phố Quán Thánh, Công an Bắc Bộ thu được 9 súng ngắn, 21 súng trường, 2 trung liên Nhật, 11 quả lựu đạn các loại, hai thùng tài liệu, truyền đơn chống chính phủ Việt Nam Dân chủ Cộng hòa. Quân Pháp tại Hà Nội đã điều xe tăng đến can thiệp vào vụ bắt, khám xét tại 80 phố Quán Thánh nhưng Việt Minh đã tiến hành đàm phán trên cơ sở Hiệp định sơ bộ ngày 6 tháng 3 năm 1946. Trưa ngày 12 tháng 7, xe tăng và quân Pháp rút khỏi phố Quán Thánh.
Ngoài ra lực lượng công an đã tìm ra một máy làm tiền giả và một căn phòng với bức tường đẫm máu và nhiều dụng cụ tra tấn. Trong khu vườn sau nhà đã khai quật được bảy xác chết, một số đã bị chặt chân tay. Hai người bị bắt cóc tống tiền được cứu kịp thời và thoát chết. Trong lúc công an đang tiếp tục tìm kiếm, một người mang kiếm Nhật đi vào và la hét ông chính là lãnh đạo của Việt Nam Quốc dân Đảng và là một đại biểu Quốc hội và nói rằng không ai có quyền đụng chạm ông. Một trong những người bị bắt cóc trỏ ngón tay vào ông ta và cho rằng hắn chính là kẻ đã bắt cóc ông. Ngay sau đó mấy ngày, lực lượng công an đã tổ chức triển lãm công khai các vật chứng tại căn nhà.

### Khám xét trụ sở đảng Đại Việt tại số 132 Duvigneau
Cũng trong ngày 12/7/1946, một tiểu đội công an do Lê Hữu Qua chỉ huy bao vây khám xét trụ sở của đảng Đại Việt tại số 132 Duvigneau, do phát hiện Đại Việt cấu kết với Pháp âm mưu tiến hành đảo chính chính quyền cách mạng đúng vào ngày quốc khánh Pháp 14/7/1946. Khi thực hiện cuộc bao vây khám xét này, lực lượng công an chưa có chứng cứ cụ thể và chưa có lệnh của cấp trên. Nhưng vẫn thực hiện bao vây khám xét để các thành viên Đại Việt không có thời gian rút vào bí mật và tẩu tán truyền đơn, hiệu triệu lật đổ chính quyền. Lực lượng công an tiến hành đột kích bất ngờ vào lúc sáng sớm khiến lính canh và các đảng viên Đại Việt không kịp có hành động phản ứng. Tại trụ sở của Đại Việt, lực lượng công an đã tìm thấy nhiều truyền đơn, hiệu triệu chưa kịp tẩu tán cùng nhiều súng ống, lựu đạn.

### Các sự kiện có liên quan
Ngày 13 tháng 7, tướng Morlière, tư lệnh các lực lượng Pháp tại Hà nội đã cử sĩ quan tùy tùng đến trụ sở chính phủ Việt Nam Dân chủ Cộng hòa tại Bắc Bộ Phủ thông báo việc người Pháp rút đề nghị tổ chức cuộc diễu binh của quân Pháp tại Hà Nội do nhận thấy không bảo đảm an toàn. Tại đây, viên tùy tùng của tướng Morlière được đại diện Chính phủ Việt Nam thông báo rằng Việt Minh sẽ tổ chức cuộc mít tinh lớn ở Quảng trường Nhà hát lớn Hà Nội và một số con phố quanh Hồ Gươm để chào mừng kỷ niệm ngày Cách mạng Pháp 14-7-1789. Tất cả những chứng cứ, tang vật, truyền đơn, khẩu hiệu, ảnh chụp những xác chết, những hố chôn người... mà Công an Bắc Bộ thu tập được trong Vụ án phố Ôn Như Hầu đều được trưng bày cho toàn thể nhân dân Hà Nội được biết trong cuộc mít tinh diễu hành này.

### Theo Việt Nam quốc dân Đảng và một số học giả nước ngoài
Sau nhiều lần bị Việt Minh tấn công, Việt Nam Quốc dân Đảng đã rút lui về phía bắc, nhưng vẫn giữ một trụ sở bí mật ở Hà Nội tại số 7 (theo lãnh đạo Việt Nam Quốc dân Đảng Hoàng Văn Đào là số 9) phố Ôn Như Hầu (tên tiếng Pháp là rue Bonifacy, nay số 7 phố Nguyễn Gia Thiều). Trước kia căn nhà này được quân đội Trung Quốc sử dụng, nhưng đã được trao cho Việt Nam Quốc dân Đảng. Tầng một tòa nhà này là nơi huấn luyện chính trị cho những đảng viên nòng cốt của Việt Nam Quốc Dân Đảng. Tầng hai là Văn phòng Tiểu ban Tuyên truyền và Giáo dục Đệ Thất Chiến Khu Việt Nam Quốc Dân Đảng được dời từ Quảng Ngãi về Hà Nội. Tuy nhiên, theo lực lượng Công an Việt Nam, Việt Quốc đã có âm mưu đảo chính từ trước đó nhiều tháng.
Cuối tháng 6 tại Hà Nội, các thành viên Việt Quốc họp để thảo luận về việc có nên thừa nhận sự lãnh đạo của Việt Minh, rút lui về biên giới hay tổ chức đảo chính lật đổ chính phủ Việt Nam Dân chủ Cộng hòa. Trong khi đó, Trương Tử Anh, đảng trưởng Đại Việt Quốc dân Đảng là đồng minh của Việt Quốc, đang lên kế hoạch cho một cuộc đảo chính có thể bắt đầu bằng việc tấn công lính Pháp để gây rối loạn. Người Pháp lại có ý định diễu binh quanh hồ Hoàn Kiếm để kỷ niệm Quốc khánh Pháp (14/7/1789) khiến lực lượng an ninh Việt Nam Dân chủ Cộng hòa lo ngại sự kiện này có thể trở thành mục tiêu của các đảng phái đối lập với Việt Minh. Võ Nguyên Giáp hỏi ý kiến của chỉ huy quân Pháp tại Bắc Kỳ, đại tá Jean Crépin về thái độ của Pháp nếu Việt Nam Dân chủ Cộng hòa tăng cường trấn áp Việt Quốc và Việt Cách thì được ông này trả lời Pháp sẽ không can thiệp vào công việc nội bộ của Việt Nam Dân chủ Cộng hòa.
Theo David G. Marr, sáng sớm ngày 12/7/1946, công an tấn công một khu nhà và được cho là đã phát hiện một bản kế hoạch có chữ ký của Trương Tử Anh, theo đó Đại Việt sẽ quăng lựu đạn vào lính Pháp gốc Phi trong ngày diễu binh của quân đội Pháp, tiếp đó quân đội Đại Việt hoặc quân đội Pháp sẽ bắt giữ những lãnh đạo Đảng Cộng sản Đông Dương và Việt Nam Dân chủ Cộng hòa, cuối cùng Trương Tử Anh sẽ công bố thành lập chính phủ mới. Lê Giản, Giám đốc Nha Công an Bắc bộ, đưa tài liệu này cho Quyền chủ tịch nước Huỳnh Thúc Kháng. Tài liệu này là một bản dự thảo do Trương Tử Anh viết tay chỉ để sử dụng trong nội bộ Đại Việt Quốc dân Đảng. Lê Giản không cung cấp được bằng chứng khác về sự thông đồng của Pháp với Đại Việt Quốc dân Đảng trong kế hoạch đảo chính ngày 14/7/1946 ngoài việc Sainteny tiếp tục muốn tổ chức diễu binh vào ngày đó. Huỳnh Thúc Kháng đọc rồi nói "Tiêu diệt chúng! Quét sạch toàn bộ! Lũ phản bội! Đồ chó má!". Lê Giản tìm Võ Nguyên Giáp và được Giáp chỉ thị tấn công tất cả các văn phòng của Việt Quốc ở Hà Nội và các tỉnh.
Bắt đầu từ 7h sáng ngày 12/7/1946, lực lượng công an được sự hỗ trợ của dân quân bao vây thêm 7 tòa nhà tại Hà Nội. Hơn 100 người bị bắt và một số người biến mất không dấu vết. Tại nhà số 7 phố Ôn Như Hầu, công an tìm thấy một tù nhân bị trói, dụng cụ tra tấn và 7 xác chết được chôn sơ sài ở sân sau. Sau đó hàng trăm người đến xem mà không bị ngăn cản. Họ quan sát, khóc lóc hoặc lớn tiếng lên án Việt Nam Quốc dân Đảng.
Nhà nước sau đó thông báo sự việc với báo chí. Các cuộc tấn công được gọi tắt là "Vụ án phố Ôn Như Hầu". Các báo của Việt Minh và các đảng phái thân Việt Minh đều tường thuật vụ án này. Các báo đưa tin công an đã phá tan âm mưu chống chính phủ, đã bắt những kẻ tiến hành những vụ bắt cóc tống tiền, ám sát, bán nước, in truyền đơn chống chính phủ, làm bạc giả... Tuy nhiên Việt Quốc đã không bị kể tên trong một số bài báo.
Theo đảng viên Việt Quốc là Hoàng Văn Đào, Võ Nguyên Giáp được một nhân viên an ninh báo cáo rằng khi anh ta bị bắt tại trụ sở Việt Nam Quốc dân Đảng tại phố Ôn Như Hầu đã nghe được tin ngày 14/7/1946 Việt Nam Quốc dân Đảng sẽ ám sát những đại diện Việt Nam Dân chủ Cộng hòa được Pháp mời tham dự lễ duyệt binh mừng Quốc khánh Pháp. Võ Nguyên Giáp đã đem chuyện này báo cho người Pháp biết sau đó tổ chức tấn công Việt Nam Quốc dân Đảng. Khoảng 8 giờ tối ngày 12 tháng 7, lực lượng công an theo chỉ đạo của Trường Chinh, lúc này là Hội trưởng Hội nghiên cứu Chủ nghĩa Mác ở Đông Dương, đã tổ chức khám xét căn nhà này và tìm thấy hố chôn tập thể và phòng tra tấn.
Cũng theo Hoàng Văn Đào, ông này cho rằng đây là những binh sĩ Trung Hoa Dân Quốc chết và được Trung Quốc chôn trong sân ngôi nhà trước khi được Việt Nam Quốc dân Đảng sử dụng làm văn phòng. Còn theo nhà sử học quân sự người Mỹ Cecil B. Currey trong quyển tiểu sử Võ Nguyên Giáp Victory at any Cost việc này là do chính Võ Nguyên Giáp dựng lên. Sau khi chiếm lấy căn nhà, Võ Nguyên Giáp đã cho người xây dựng căn phòng tra tấn, đào lên xác chết trong mộ và đặt vào trong căn nhà, rồi tuyên bố đã khám phá ra hố chôn tập thể của người bị Việt Nam Quốc dân Đảng giết chết. Currey cũng cho rằng, nhiều xác chết thực ra chính là thành viên Việt Nam Quốc dân Đảng bị lực lượng an ninh của Võ Nguyên Giáp giết chết. Tóm lại, Hoàng Văn Đào và Currey cho rằng số 7 Ôn Như Hầu chỉ là nơi làm việc bình thường của Việt Nam Quốc dân Đảng, lực lượng công an dưới sự chỉ đạo của Võ Nguyên Giáp đã tấn công nơi này trong lúc Việt Nam Quốc dân Đảng không đề phòng sau đó dựng hiện trường giả để có lý do tiêu diệt Việt Nam Quốc dân Đảng. Hoàng Văn Đào thừa nhận Việt Nam Quốc Dân Đảng đã từng tiến hành các vụ bắt cóc và giết người, nhưng các xác chết đã được họ phi tang ở chỗ khác chứ không bao giờ chôn xác ngay tại trụ sở; họ có thể dễ dàng đeo các tảng đá lớn vào xác chết rồi ném xuống Hồ Thiền Quang ở gần đó. Một số học giả khác như Gisèle Luce Bousquet và Pierre Brocheux (Pháp) thì cho rằng đến nay chưa ai biết sự thật vụ việc này như thế nào.
Theo William Duiker, các tình tiết xung quanh vụ việc là vấn đề phải bàn cãi. Tuy nhiên, đáng chú ý, các nhà ngoại giao Mỹ và Pháp khi đó cũng đều đổ lỗi cho những phần tử Việt Quốc đã xúi giục gây rối trong các bản báo cáo gửi về nước.

## Đánh giá
Soạn giả Mỹ Arthur J. Dommen coi vụ án này tương tự như những sự kiện trong cuộc cách mạng Nga. Theo ông, vào mùa hè năm 1918, khi dân chúng đã mất tin tưởng vào sự lãnh đạo của khối Bolshevik, Ban chấp hành Trung ương Đảng Xã hội Cách mạng Cánh tả (Menshevik) quyết định dùng khủng bố và ám sát giới chức cao cấp của nước Đức nhằm làm chấm dứt Hòa ước Brest-Litovsk, tương tự như kế hoạch của Việt Nam Quốc Dân đảng tấn công và ám sát quan chức Pháp nhằm làm chấm dứt Hiệp định sơ bộ. Lenin đã dùng vụ ám sát đại sứ Đức Wilhelm von Mirbach do nhóm Menshevik thực hiện làm lý do để ra tay loại bỏ nhóm Menshevik giống như Việt Minh đã sử dụng việc Việt Nam Quốc Dân đảng ám sát quan chức Pháp để loại trừ nhóm này.
Nhà sử học Mỹ Cecil B. Currey thì đánh giá: Võ Nguyên Giáp luôn nhấn mạnh tất cả các đảng phái phải đoàn kết trong mặt trận dân tộc Liên Việt để có thể đối phó với Pháp, nhưng đa số các đảng phái đối lập từ chối vì cho rằng những vị trí then chốt đều thuộc về Việt Minh. Là một người Marxist-Leninist trung thành, Võ Nguyên Giáp đã quyết định rằng Việt Minh phải hoàn toàn điều khiển bộ máy chính quyền, và "vụ án phố Ôn Như Hầu đã mở nhiều con mắt của những người không tin vào màu đỏ (biểu tượng của phong trào cộng sản) của Việt Minh".
Nhà sử học Mỹ David G. Marr nhận định Vụ án phố Ôn Như Hầu chưa bao giờ được nghiên cứu nghiêm túc. Ghi chép nội bộ của Lê Giản về vụ án khiến người ta đặt câu hỏi liệu công an và một số lãnh đạo Đảng Cộng sản Đông Dương có sử dụng bằng chứng Trương Tử Anh âm mưu đảo chính như lý do để tấn công và triệt hạ Việt Quốc qua đó ngăn cản Pháp thảo luận với Việt Quốc với mục đích tăng cường quyền kiểm soát của Đảng Cộng sản Đông Dương với Chính phủ Việt Nam Dân chủ Cộng hòa và Vệ quốc quân không? Nếu thật sự Pháp muốn đảo chính (họ đã cân nhắc và hoãn nhiều lần) thì không cần phải dựa vào Trương Tử Anh khơi ngòi, càng không cho Anh thành lập chính phủ. Công an cố tình lập lờ giữa Đại Việt Quốc Dân Đảng do Trương Tử Anh lãnh đạo và Việt Nam Quốc dân Đảng do Nguyễn Tường Tam và Vũ Hồng Khanh lãnh đạo khi nhắm vào tòa soạn Báo Việt Nam và các trụ sở khác của Việt Nam Quốc dân Đảng. Sau cuộc tấn công, có người trong chính quyền đã cố gắng hạn chế những lời lên án công khai Việt Quốc để tuyên truyền về Mặt trận Thống nhất. Việt Quốc trên danh nghĩa vẫn nằm trong mặt trận. Ngoại trừ một vài đảng viên Việt Quốc hợp tác với Việt Minh, mọi công dân Việt Nam Dân chủ Cộng hòa từ đó trở đi đều sợ hãi khi bị cho là đảng viên Việt Quốc. Việt Quốc đồng nghĩa với tội phản quốc.
Đối với lực lượng Công an nhân dân Việt Nam, đây là thắng lợi lớn trong công tác bảo vệ Đảng Cộng sản Việt Nam, bảo vệ chính quyền cách mạng non trẻ, bảo vệ nhân dân, góp phần quan trọng trong việc chuẩn bị bước vào cuộc Kháng chiến chống thực dân Pháp (1946 - 1954).
Lực lượng Công an Việt Nam cho rằng, thành công của Vụ án Ôn Như Hầu đã cho thấy sự ủng hộ của nhân dân đối với chính quyền cách mạng. Việc người dân hỗ trợ lực lượng Công an đã khiến cho Pháp không thể sử dụng xe bọc thép đến để cứu lực lượng thân Pháp.

## Ảnh hưởng
Vụ án phố Ôn Như Hầu đã thay đổi ý kiến của một số người về vai trò của Việt Minh và Việt Nam Quốc Dân Đảng. Hoàng Xuân Hãn lúc đầu bào chữa cho Việt Nam Quốc Dân Đảng, cho rằng những người bị Việt Nam Quốc Dân Đảng tra tấn là người giàu, và những người tra tấn là thành viên Trung Hoa Quốc Dân Đảng đóng giả làm Việt Nam Quốc Dân Đảng, nhưng sau khi được đưa bằng chứng là trong các xác chết có cả Việt Minh, ông lại cho rằng họ là gián điệp.
Ngày 16/7/1946, trong một cuộc họp báo, chủ tịch Huỳnh Thúc Kháng phát biểu: "Đoàn kết là cần, nhưng không thể vin vào đoàn kết để làm điều phi pháp... Những kẻ bắt cóc, tống tiền, ám sát thì phải đưa ra trước pháp luật nghiêm trị... Đây không phải vấn đề đảng phái, việc khám xét vừa rồi là việc phải làm để bảo vệ trật tự trị an". Theo Gisele Bousquet, dù không có đủ chứng cớ buộc tội Việt Nam Quốc Dân Đảng, Huỳnh Thúc Kháng đã thay đổi thái độ đối với Việt Nam Quốc Dân Đảng sau vụ này, ông chẳng những cảm thấy ghê tởm đối với vụ án Ôn Như Hầu, mà còn đối với việc Việt Minh lợi dụng việc này để trả thù thành viên Quốc Dân Đảng sau này
Ngày 20/7/1946, Ủy ban Hành chính Bắc Bộ dù không nhắc đến Việt Quốc đã thông báo đến các tỉnh rằng gần đây công an đã phát hiện được việc tống tiền, bắt cóc và làm tiền giả. Tất cả đều phải bị điều tra và truy tố. Ủy ban hướng dẫn các địa phương không để việc bắt bớ và giam giữ các phần tử phản động biến thành khủng bố. Các Ủy ban Hành chính địa phương giờ đã được chấp thuận cho việc bắt giữ các đảng viên Việt Quốc đã bị phát hiện hay còn tình nghi, tuy nhiên họ không săn lùng và hành quyết ngay lập tức. Trong những tháng sau đó, hàng ngàn người bị bắt, bị thẩm vấn. Hàng trăm người bị tống giam, bị đưa đến các trại cải tạo; hàng trăm người khác bị cách chức. Cán bộ phòng chính trị ở công an các tỉnh bắt những kẻ tình nghi, thẩm vấn, bắt ký vào lời khai, sau đó đề xuất lên chính quyền tỉnh là thả, xét xử hay biệt giam những người này.
Theo lực lượng Công an nhân dân Việt Nam, Vụ án phố Ôn Như Hầu đã giúp chính quyền Việt Nam Dân chủ Cộng hòa đập tan cuộc đảo chính phản cách mạng, mà còn làm tan rã hệ thống tổ chức của một đảng phản động có thực lực nhất lúc bấy giờ, phá vỡ liên minh phản cách mạng giữa bọn phản động bên trong với thế lực xâm lược bên ngoài. Vụ án này đã cho thấy bộ mặt thật của Quốc Dân đảng chỉ là lực lượng phản cách mạng, câu kết với thực dân Pháp để chống chính quyền nhân dân. Thành công của lực lượng công an trong vụ án này đã khiến thực dân Pháp mất đi một tay sai đắc lực trong cuộc tái xâm lược Việt Nam. Việc quần chúng nhân dân tham gia hỗ trợ lực lượng công an và tiến hành biểu tình, bao vây trụ sở, gây sức ép chính trị buộc các lực lượng phản Cách mạng đầu hàng cho thấy sự ủng hộ to lớn của nhân dân với Chủ tịch Hồ Chí Minh và tính chính danh của chính phủ Việt Nam Dân chủ Cộng hòa.
Một số thành viên như Bồ Xuân Luật, Hồ Đức Thành, Chu Bá Phượng, Phan Khôi, Trương Trung Phụng, Trúc Khê... thì ly khai khỏi Việt Quốc và Việt Cách, rồi ngã theo Việt Minh.